# Courtnay Pilypaitis
Courtnay Marie Pilypaitis (Orleans, 11 febbraio 1988) è un'ex cestista e allenatrice di pallacanestro canadese.

## Carriera
Con il Canada ha disputato i Giochi olimpici di Londra 2012, due edizioni dei Campionati mondiali (2010, 2014) e due dei Campionati americani (2011, 2013).